# هانس گروسمان
هانس گروسمان (انگلیسی: Hannes Grossmann؛ زادهٔ ۸ سپتامبر ۱۹۸۲) موسیقی‌دان، ترانه‌پرداز و مربی درام اهل آلمان است. وی از سال ۲۰۰۳ میلادی تاکنون مشغول فعالیت بوده است.